# Gawrony (powiat łęczycki)
Gawrony – wieś w Polsce położona w województwie łódzkim, w powiecie łęczyckim, w gminie Łęczyca.
W latach 1954–1961 wieś należała i była siedzibą władz gromady Gawrony, po jej zniesieniu w gromadzie Topola Królewska. W latach 1975–1998 miejscowość należała administracyjnie do województwa płockiego.